# Яровицкий, Иоасаф Филиппович
Иоасаф Филиппович Яровицкий (1832—1887) — российский инженер-архитектор, действительный статский советник, ярославский губернский архитектор.

## Биография
Специальное образование получил в петербургском Училище гражданских инженеров, откуда в 1853 году был выпущен со званием архитекторского помощника в чине X класса.
В 1853 году назначен начальником искусственного стола олонецкой строительной и дорожной комиссии, а через два года в той же комиссии занял должность архитектора для производства работ.
С 1865 года — назначен на должность младшего архитектора при строительном отделении Олонецкого губернского правления. На этих должностях Яровицкий произвёл много как казённых, так и частных построек, среди которых — церковь Казанской иконы Божией Матери при тивдийских мраморных ломках в Олонецкой губернии. За эту работу в качестве второго архитектора, в 1868 году он был удостоен звания инженер-архитектор.
Назначенный в 1867 году губернским архитектором в Ярославль, Яровицкий прослужил там до 1887 года. В течение двадцатилетней архитекторской деятельности произвёл множество разнообразных построек, в особенности церковных сооружений, как в самом Ярославле, так и в различных уездах Ярославской губернии.
Имел награды: орден Святого Станислава 2-й степени (1883).
Скончался в Ярославле в 1887 году. Похоронен на Леонтьевском кладбище.